# شعار المالديف
الشعار الوطني للمالديف هو الشعار الرسمي لجمهورية المالديف ويتكون من شجرة جوز هند، وهلال و«علمين وطنيين»، وعبارة تتقاطع مع العنوان التقليدي للدولة «الدولة المحلديبية».

## شرح الشعار
نخيل جوز الهند يصور أو يمثل حياة أمة المالديف وتقاليدها، ووضع أيضاً لكثرة هذا النوع من النخيل في جزر المالديف يعتقد السكان ان تكون الشجرة الأكثر فائدة لهم كما انها تستخدم في العديد من الصناعات بدءاً من الطب إلى بناء القوارب، الهلال (رمز اسلامي عالمي) والنجمة المصاحبة يجسد الإيمان الإسلامي للدولة وسلطتها على التوالي.
يتم تمرير عبارة الدولة المحلديبية بخط النسخ العربي، وهو اسم أطلقه ابن بطوطة والمسافرين «العصور الوسطى العربية» مستخدم للإشارة إلى جزر المالديف وأيضاً علم دولة المالديف في كل جوانب.

## الاستخدام الحديث
الشعار هو تمثيل رمزي ل«حكومة المالديف» وهو كثيراً ما يستخدم في الوثائق الرسمية (على يمين رأسها تحتها اسم الله) ومؤسسات الدولة الأخرى.

## الشعار القديم
الهلال والنجمة في وسط «شعار المالديف» كان لون الهلال والنجمة ازرق شاحب وأبيض-فضي في الأربعينيات من القرن الماضي، تم تغيير لون الهلال والنجمة لذهبي في التسعينات.